# Aja (kwa jezik)
Aja jezik (ISO 639-3: ajg; adja, ajagbe, hwè, aja-gbe), jedan od šest aja jezika, šire skupine gbe, kojim govori 512 000 ljudi, od čega 360 000 (2006) u Beninu u provincijama Couffo, Mono i Zou, i u Togou 152 000 (2002 SIL) u provinciji Plateau.
Postoji više dijalekata: dogbo, hwe (ehoue), tado (stado, sado, tadou), sikpi i tala. Mnogi se služe ili razumiju gen [gej], a neki i éwé [ewe] ili Francuski [fra]. Rabi se i u poeziji, novinama, radio programu, u svim domenama osim u školama i vlasti. Jedan od šest nacionalnih jezika u Beninu.
Pripadnici etničke grupe zovu se Adja.

## Vanjske poveznice
- Ethnologue (14th)
- Ethnologue (15th)